# Termocentrala din Iernut
Centrala Termoelectrică Iernut (CTE Iernut, în maghiară Radnóti hőerőmű) este o termocentrală situată în județul Mureș pe malul stâng al râului Mureș între localitățile Iernut și Cuci, aflată în portofoliul Romgaz.

## Istoric
Centrala termoelectrică a fost pusă în funcțiune între anii 1963-1967, având o putere instalată de 800 MW, cu patru grupuri de câte 100 MW de fabricație cehoslovacă și două grupuri de 200MW de fabricație sovietică.
Centrala utilizează drept combustibil gazele naturale, avand șase grupuri, cu o putere instalată totală de 800 MW.La data de 30 martie 2012 termocentrala a trecut în proprietatea companiei Romgaz în cuantumul datoriei de 150 de milioane de euro pe care compania Electrocentrale București o avea către compania de gaze.